# Santa Ana (Équateur)
Pour les articles homonymes, voir Santa Ana.
Santa Ana est une ville située en Équateur, dans la province de Manabí. Elle est la capitale du canton de Santa Ana.
La population de la ville était de 7 988 habitants au recensement de 2001.